# Цимбалюк Микола Іванович
Микола Іванович Цимбалюк (* 27 січня 1954, с. Табори, Баранівський район, Житомирська область) — український журналіст, краєзнавець, громадський діяч. Член Національної спілки журналістів України (з 1989 р.), Національної спілки краєзнавців України (з 2013 р.), головний редактор газети «Рада» в 1991—2006 роках, головний редактор тижневика «Слово Просвіти» з січня 2019 року.

## Біографія
М. Цимбалюк народився 1954 року на Житомирщині в робітничій родині. Після закінчення чотирьох класів початкової школи в рідному селі Таборах навчався у Баранівській середній школі, яку закінчив 1971 року. Ще в школі він почав дописувати до районної і молодіжних республіканських газет, ще не сподіваючись пов'язати своє життя з журналістикою.
Його першим місцем роботи після закінчення школи на кілька місяців стала баранівська районна газета «Комуністичне слово». Потім була служба в армії (Чехословаччина, Центральна група військ), а з 1974 року Микола Цимбалюк мешкає у Києві. Але оскільки потрапити на журналістську роботу в столиці тоді було нелегко, іде працювати на виробництво, де за кілька місяців стає майстром, а потім начальником будівельної дільниці.
1983 року закінчив факультет журналістики Київського держуніверситету ім. Т. Шевченка. Працюючи на виробництві, часто дописує до республіканських газет «Молода Гвардія», «Молодь України», «Вечірній Київ». Його статті отримують чимало схвальних відгуків, тож 1987-го Микола Цимбалюк стає кореспондентом найпопулярнішої і найтиражнішої газети «Вечірній Київ». Читачам «Вечірки» у той час він запам'ятався серією критичних статей щодо планів будівництва залізничного вокзалу на місці розстрілів жертв сталінських репресій у Биківнянському лісі.
Із 1991 року — головний редактор відродженої першої всеукраїнської газети «Рада», яку заснувала і видавала українська інтелігенція на початку ХХ століття (її першим редактором був голова київської «Просвіти» Борис Грінченко).
У 2002—2005 рр. — працює в журналі Верховної Ради «Віче» редактором відділу місцевого самоврядування і регіональної політики. Після призупинення виходу газети «Рада» 2006 року — на творчій роботі.
Із 10 лютого 2011 року — завідувач відділу культури, заступник головного редактора, головний редактор тижневика «Слово Просвіти». Основна тематика його журналістських робіт — політика, культура, історичні нариси.

## Громадська діяльність
Член ГО «Зелений світ» з 1988 року, з 1989-го — Народного руху України та Національної спілки журналістів України. Брав участь у виборах до Верховної Ради УРСР 1990 року. Того ж року балотувався до Київської міської ради і переміг у виборах. Депутат Київської міської ради 1 демократичного скликання (1990—1994), яке підняло синьо-жовтий прапор над міськрадою.
Із 2013 року — член Національної спілки краєзнавців України.

## Основні публікації
Микола Цимбалюк — автор десяти наукових статей у фахових виданнях, упорядник та співупорядник кількох книг, зокрема, «Щоденники» Сергія Єфремова (К., 1997), зібрання творів Євгена Чикаленка у 7 томах (з 2001 року побачили світ перші два), С. Єфремов «Початок нової доби: 1917, березень—серпень: радівська публіцистика» (К.: ВЦ «Просвіта», 2011).
Підготував до друку книжку «Історія церкви в м. Ходорові», досліджує історію свого роду.

## Нагороди
Орден За заслуги ІІІ ст. (2018), Нагороджений десятьма медалями, серед яких, відзнака ВУТ «Просвіта» ім. Тараса Шевченка «Будівничий України».